# Élections législatives tibétaines de 1969
Les élections législatives tibétaines de 1969 furent les quatrièmes élections de la démocratie tibétaine. 
La 4e Assemblée tibétaine, élue le 25 novembre 1969, qui siégea jusqu'au 24 décembre 1972, compte 16 membres.

## Liste des parlementaires de la4eAssemblée tibétaine
| Nombre (et position) | Membre                            | Corps électoral ou tradition |
| -------------------- | --------------------------------- | ---------------------------- |
| 1 Président          | Taklung Nyima Sangpo              | nyingmapa                    |
| 2 Vice-président     | Tsewang Trinley                   | Kham                         |
| 3                    | Ludhing Shabdrung Jigmey Gyaltsen | sakyapa                      |
| 4                    | Lobsang Paljor                    | gelugpa                      |
| 5                    | Drugchen Thugsey Ngawang Dechen   | kagyupa                      |
| 6                    | Phunrabpa Lobsang Dhargye         | Ü-Tsang                      |
| 7                    | Jetsun Chimey                     |                              |
| 8                    | Tsaphu Tsewang Rinchen            |                              |
| 9                    | Norbu Tsering                     |                              |
| 10                   | Phuma Rin-Nam                     | Kham (Dhotoe)                |
| 11                   | Adruktsang Tamdin Choekyi         |                              |
| 12                   | Kachen Chagzoe Thubten Gelek      |                              |
| 13                   | Alag Jigme Lhundub                | Amdo (Dhomey)                |
| 14                   | Choney Phagpa Tsering             |                              |
| 15                   | Taktser Gawa Yangdon              |                              |
| 16                   | Gonpo Tashi                       |                              |